# Flughafen Chiang Rai

i7
i11
i13
Der Mae-Fah-Luang-Flughafen Chiang Rai (thailändisch ท่าอากาศยานนานาชาติแม่ฟ้าหลวงเชียงราย, englisch Mae Fah Luang-Chiang Rai International Airport, IATA-Code: CEI, ICAO-Code: VTCT)  ist ein internationaler Flughafen der Stadt Chiang Rai. Chiang Rai liegt in der Nordregion von Thailand.

## Allgemeines
Der Flughafen ist nach Mae Fa Luang die Mutter des früheren thailändischen Königs Bhumibol Adulyadej benannt und befindet sich etwa acht Kilometer nordöstlich von Chiang Rai entfernt. Seit 1998 wird er von der Airports of Thailand Public Company Limited (AOT) betrieben. Es gibt ein Terminal mit zwei Ebenen und zwei Fluggastbrücken.
Auf dem Flughafen verkehren die einheimischen Fluggesellschaften Thai Smile (eine Tochter von Thai Airways), Thai AirAsia, Bangkok Airways, Nok Air und Thai Lion Air, die Inlandsverbindungen – vorwiegend mit den beiden Bangkoker Flughäfen – anbieten. Die einzige internationale Linienverbindung, die im Frühjahr 2016 angeboten wird, ist mit China Eastern Airlines von/nach Kunming-Changshui in der südchinesischen Provinz Yunnan.
Mit 1,75 Millionen Passagieren im Jahr (Stand 2015) ist Chiang Rai der zweite wichtige Verkehrsflughafen der Nordregion (neben Chiang Mai) und auf Platz zehn der meistfrequentierten Flughäfen Thailands.

## Zwischenfälle
- Am 21. Juni 1980 gelang es nicht, eine Hawker Siddeley HS 748-243 der Thai Airways (Luftfahrzeugkennzeichen HS-THG) beim Start vom Flughafen Chiang Rai abzuheben. Die Maschine überrollte das Startbahnende und kam auf der Uferböschung eines kleineren Flusses zum Stillstand. Alle 21 Insassen, drei Besatzungsmitglieder und 18 Passagiere, überlebten den Unfall. Das Flugzeug wurde irreparabel beschädigt.[1]

- Am 28. April 1987 vergaßen die Piloten einer Hawker Siddeley HS 748-243 der Thai Airways (HS-THI), vor der Landung auf dem Flughafen Chiang Rai das Fahrwerk auszufahren, unter anderem, weil sie die Checkliste nicht benutzten. Es kam natürlich zu einer Bauchlandung, bei der die Maschine nach 1075 Metern neben der Landebahn zum Stillstand kam. Das Flugzeug wurde irreparabel beschädigt. Alle 43 Insassen, vier Besatzungsmitglieder und 39 Passagiere, überlebten den Unfall.[2]